# Ranzow (Schiff)
Die Ranzow ist ein Seezeichenschiff des Wasserstraßen- und Schifffahrtsamtes Ostsee.

## Geschichte
Das Schiff wurde von der Fachstelle Maschinenwesen Nord für das damalige Wasser- und Schifffahrtsamt Stralsund bestellt. Es wurde 2000 auf der Fassmer-Werft in Berne/Motzen gebaut. Der Schiffsrumpf wurde von Jantar im russischen Kaliningrad zugeliefert und dort unter der Baunummer 98/1/5820 gebaut. Die Kiellegung erfolgte am 17. März, der Stapellauf am 20. April 2000. Das Schiff wurde im Dezember 2000 auf der Fassmer-Werft fertiggestellt.

## Einsatz
Das Schiff wird für das Auslegen, Einholen und die Kontrolle von schwimmenden Seezeichen sowie Peilungen eingesetzt. Weiterhin wird es für Personen- und Materialtransporte und Wasserbauarbeiten eingesetzt. Der Rumpf ist eisverstärkt, das Schiff mit der Eisklasse „E1“ klassifiziert, so dass das Schiff auch zum Eisbrechen eingesetzt werden kann. Aufgebrochen werden kann Eis bis zu einer Dicke von 30 cm bei 2 kn konstanter Fahrt.

## Technische Daten und Ausstattung
Das Schiff wird von zwei Achtzylinder-Viertakt-Dieselmotoren des Herstellers MTU Friedrichshafen mit einer Leistung von jeweils 420 kW angetrieben. Die Motoren wirken über Getriebe auf zwei Verstellpropeller. Das Schiff erreicht eine Geschwindigkeit von 12 kn. Im Bug des Schiffes befindet sich eine Querstrahlsteueranlage mit einer Leistung von 125 kW.
Für die Stromversorgung stehen zwei Wellengeneratoren mit einer Scheinleistung von 145 kVA sowie ein Generator mit einer Scheinleistung von 55 kVA zur Verfügung.
Die Decksaufbauten des Schiffes befinden sich im Vorschiffsbereich. Der Achterschiffsbereich wird von dem rund 122 m² großen, offenen Arbeitsdeck eingenommen. Hier befindet sich auch ein Hydraulikkran, der bei 8 m Auslage 5 t heben kann.